# True Whig Party
True Whig Party (TWP) was een in 1869 opgerichte Liberiaanse partij met als doel de emancipatie van de zwarte Americo-Liberianen die achtergesteld waren bij de Americo-Liberiaanse kleurlingen die sinds de onafhankelijkheid van het land in 1848 aan de macht waren. Edward James Roye, een zwarte Americo-Liberiaan, was in 1869 de eerste voor de TWP gekozen president van Liberia. Van 1878 tot 1980 was de TWP ononderbroken aan de macht. De TWP was er sindsdien vooral op uit om de macht van de Americo-Liberianen veilig te stellen door de oorspronkelijke bevolking van Liberia zoveel mogelijk van het landsbestuur uit te sluiten. Pas onder president William Tubman (1943-1971) kwam hier langzaam maar zeker verandering in door de eisen die gesteld waren aan het kiesrecht (namelijk particulier bezit) te versoepelen. De laatste Liberiaanse president van de TWP, William Richard Tolbert Jr., die een gematigd hervormingsbeleid voerde, kwam in april 1980 tijdens de coup van sergeant-majoor Samuel Doe om het leven. De macht van de TWP was sindsdien gebroken.
De president van Liberia was tevens voorzitter (Standard-bearer) van de TWP.

## Naam
Volgens president Tolbert (1971-1980) staat het woord Whig in de partijnaam voor We Hope in God ("Wij Hopen in God").

## Ideologie
De True Whig Party was een rechtse politieke partij die aanvankelijk voorstander was van een protectionistisch economisch beleid (het was buitenlanders bijvoorbeeld niet toegestaan om onroerend goed te bezitten). Onder president Tubman vond echter een beleidswijziging plaats en maakte het protectionisme plaats voor het economisch liberalisme ("Open Door Policy") die vooral gunstig was voor buitenlandse ondernemingen (die nauwelijks of geen belastingen hoefden te betalen) en de kleine maar machtige elite. Tubman's opvolger, Tolbert, nam wetten aan die buitenlandse ondernemingen verplichtte om belastingen te betalen. Tolbert hield echter vast aan een kapitalistische economie.
President Tolbert probeerde in de loop van de jaren zeventig de TWP in iets progressievere richting te stuwen, onder meer door zich te richten op het Afrikaans nationalisme (en contacten aan te gaan met Afrikaanse landen met progressieve regeringen) en de partij om te vormen tot een volkspartij in plaats van een elitaire partij die zich voornamelijk richtte op de belangen van de Americo-Liberianen. Ook stond hij de oppositie toe om zich te organiseren. Hij wees echter een classificatie binnen het gangbare politieke spectrum van de hand.

## Na 1980
De TWP is thans een oppositiepartij in Liberia. Ellen Johnson Sirleaf, president van Liberia van 2006 tot 2018, was vóór de coup van 1980 lid van de TWP en diende van 1979 tot 1980 als minister van Financiën. President Tolbert benoemde haar in 1979 tot lid van een commissie die tot doel had de TWP te hervormen. Zij was een van de weinige ministers in de regering van Tolbert die na de staatsgreep van sergeant Doe niet werd geëxecuteerd.
In 2017 wees de TWP Eric Olsen aan als kandidaat voor de presidentsverkiezingen van 2018.

## Presidentskandidaten
| Kandidaat                     | Jaar | Stemmen | %      | Gekozen |
| ----------------------------- | ---- | ------- | ------ | ------- |
| Edward James Roye             | 1869 | -       | -      | Ja      |
| Anthony William Gardiner      | 1877 | -       | -      | Ja      |
| Anthony William Gardiner      | 1879 | -       | -      | Ja      |
| Anthony William Gardiner      | 1881 | -       | -      | Ja      |
| Hilary Richard Wright Johnson | 1883 | -       | -      | Ja      |
| Hilary Richard Wright Johnson | 1885 | 1.438   | 62,25  | Ja      |
| Hilary Richard Wright Johnson | 1887 | -       | -      | Ja      |
| Hilary Richard Wright Johnson | 1889 | -       | -      | Ja      |
| Joseph James Cheeseman        | 1891 | -       | -      | Ja      |
| Joseph James Cheeseman        | 1893 | -       | -      | Ja      |
| Joseph James Cheeseman        | 1895 | -       | -      | Ja      |
| William David Coleman         | 1897 | -       | -      | Ja      |
| William David Coleman         | 1899 | -       | -      | Ja      |
| Garretson Warner Gibson       | 1901 | -       | -      | Ja      |
| Arthur Barclay                | 1903 | -       | -      | Ja      |
| Arthur Barclay                | 1905 | -       | -      | Ja      |
| Arthur Barclay                | 1907 | -       | -      | Ja      |
| Daniel Edward Howard          | 1911 | -       | -      | Ja      |
| Daniel Edward Howard          | 1915 | -       | -      | Ja      |
| Charles Dunhar Burgess King   | 1919 | -       | 100,00 | Ja      |
| Charles Dunhar Burgess King   | 1923 | 45.000  | 85,00  | Ja      |
| Charles Dunhar Burgess King   | 1927 | 243.000 | 96,43  | Ja      |
| Edwin Barclay                 | 1931 | -       | 100,00 | Ja      |
| Edwin Barclay                 | 1935 | -       | 95,00  | Ja      |
| Edwin Barclay                 | 1939 | -       | 100,00 | Ja      |
| William Tubman                | 1943 | -       | 99,00  | Ja      |
| William Tubman                | 1943 | -       | 99,00  | Ja      |
| William Tubman                | 1951 | 150.000 | 100,00 | Ja      |
| William Tubman                | 1955 | 244.873 | 99,50  | Ja      |
| William Tubman                | 1959 | 530.566 | 99,99  | Ja      |
| William Tubman                | 1963 | 565.044 | 100,00 | Ja      |
| William Tubman                | 1967 | 566.684 | 100,00 | Ja      |
| William Tubman                | 1971 | 714.005 | 100,00 | Ja      |
| William Tolbert               | 1975 | 750.000 | 100,00 | Ja      |
| Varney Sherman                | 2005 | 76.403  | 7,80   | Nee     |
| Ellen Johnson Sirleaf         | 2011 | 607.618 | 90,70  | Ja      |
| Bron: AED                     |      |         |        |         |

## Zetelverdeling

### Huis van Afgevaardigden
| 1939                         | 22 | 100,00 |
| 1943                         | 22 | 100,00 |
| 1951                         | 22 | 100,00 |
| 1955                         | 29 | 100,00 |
| 1959                         | 29 | 100,00 |
| 1963                         | 41 | 100,00 |
| 1967                         | 41 | 100,00 |
| 1971                         | 52 | 100,00 |
| 1975                         | 74 | 100,00 |
| Bron: AED, Nohlen et al, IPU |    |        |

### Senaat
| 1939                         | 6  | 100,00 |
| 1943                         | 6  | 100,00 |
| 1951                         | 6  | 100,00 |
| 1955                         | 10 | 100,00 |
| 1959                         | 18 | 100,00 |
| 1963                         | 18 | 100,00 |
| 1967                         | 18 | 100,00 |
| 1971                         | 18 | 100,00 |
| 1975                         | 18 | 100,00 |
| Bron: AED, Nohlen et al, IPU |    |        |

## Verwijzingen
1. ↑  G.E. Saigbe Boley: Liberia: The Rise and Fall of the First Republic, Macmillan Education, Londen 1983, p. 129
2. ↑  Ibidem
3. ↑  Daily Observer: Eric Olsen Named TWP Standard Bearer - 30 mei 2017
4. 1 2 3  Ondersteuning kandidatuur
5. ↑  Sloot zich na zijn verkiezing tot president aan bij de TWP.
6. 1 2 3  Zie de afzonderlijke verkiezingsjaren voor de verantwoording m.b.t. tot stemverdeling en percentages.